# 真敬寺 (台東区)
眞敬寺（しんきょうじ）は、東京都台東区にある真宗大谷派の寺院。

## 歴史
1461年（寛正2年）、釈浄欣によって開山された。釈浄欣は俗名「赤松満照」といい、三河国碧海郡三木（現・愛知県岡崎市）に念仏道場を開設したのが当寺の起源である。
1608年（慶長13年）、釈浄欣の孫・順宗によって江戸に移転し、1661年（寛文元年）に現在地に移転した。
2011年（平成23年）の東日本大震災で本堂が半壊してしまったため、2017年（平成29年）に屋内霊園「蔵前陵苑」を併設したビルに建て直した。

## 交通アクセス
- 蔵前駅より徒歩5分（経路案内）。